# Japan Open Tennis Championships 2024 - Qualificazioni singolare
Le qualificazioni del singolare del Japan Open Tennis Championships 2024 sono state un torneo di tennis preliminare per accedere alla fase finale della manifestazione. I vincitori dell'ultimo turno sono entrati di diritto nel tabellone principale. In caso di ritiro di uno o più giocatori aventi diritto, a questi sono subentrati i lucky loser, ossia i giocatori che hanno perso nell'ultimo turno ma che avevano una classifica più alta rispetto agli altri partecipanti che avevano comunque perso nel turno finale.

## Teste di serie
1. Alex Michelsen (qualificato)
2. Botic van de Zandschulp (qualificato)
3. Alexandre Müller (primo turno)
4. Aleksandar Kovacevic (primo turno)

1. Christopher O'Connell (qualificato)
2. Rinky Hijikata (ultimo turno)
3. Damir Džumhur (primo turno)
4. Luca Nardi (ultimo turno)

## Qualificati
1. Alex Michelsen
2. Botic van de Zandschulp

1. Mattia Bellucci
2. Christopher O'Connell

## Tabellone

### Sezione 1
|  | Primo turno | Primo turno       | Primo turno       | Primo turno | Primo turno |  |  | Ultimo turno | Ultimo turno   | Ultimo turno   | Ultimo turno | Ultimo turno |  |
|  |             |                   |                   |             |             |  |  |              |                |                |              |              |  |
|  | 1           | Alex Michelsen    | Alex Michelsen    | 6           | 6           |  |  |              |                |                |              |              |  |
|  | WC          | Yasutaka Uchiyama | Yasutaka Uchiyama | 3           | 4           |  |  | 1            | Alex Michelsen | Alex Michelsen | 6            | 6            |  |
|  |             | Borna Ćorić       | Borna Ćorić       | 6           | 6           |  |  |              | Borna Ćorić    | Borna Ćorić    | 3            | 3            |  |
|  | 7           | Damir Džumhur     | Damir Džumhur     | 3           | 4           |  |  |              |                |                |              |              |  |

### Sezione 2
|  | Primo turno | Primo turno             | Primo turno  | Primo turno | Primo turno |  |  | Ultimo turno | Ultimo turno            | Ultimo turno            | Ultimo turno | Ultimo turno |  |
|  |             |                         |              |             |             |  |  |              |                         |                         |              |              |  |
|  | 2           | Botic van de Zandschulp | 2            | 6           | 6           |  |  |              |                         |                         |              |              |  |
|  | WC          | Yosuke Watanuki         | 6            | 3           | 1           |  |  | 2            | Botic van de Zandschulp | Botic van de Zandschulp | 6            | 6            |  |
|  | WC          | Rei Sakamoto            | Rei Sakamoto | 3           | 1           |  |  | 8            | Luca Nardi              | Luca Nardi              | 2            | 3            |  |
|  | 8           | Luca Nardi              | Luca Nardi   | 6           | 6           |  |  |              |                         |                         |              |              |  |

### Sezione 3
|  | Primo turno | Primo turno      | Primo turno | Primo turno | Primo turno |  |  | Ultimo turno | Ultimo turno    | Ultimo turno    | Ultimo turno | Ultimo turno |  |
|  |             |                  |             |             |             |  |  |              |                 |                 |              |              |  |
|  | 3           | Alexandre Müller | 6           | 2           | 63          |  |  |              |                 |                 |              |              |  |
|  | Alt         | Mattia Bellucci  | 4           | 6           | 7           |  |  | Alt          | Mattia Bellucci | Mattia Bellucci | 6            | 6            |  |
|  |             | Aleksandar Vukic | 62          | 7           | 63          |  |  | 6            | Rinky Hijikata  | Rinky Hijikata  | 3            | 1            |  |
|  | 6           | Rinky Hijikata   | 7           | 61          | 7           |  |  |              |                 |                 |              |              |  |

### Sezione 4
|  | Primo turno | Primo turno           | Primo turno           | Primo turno | Primo turno |  |  | Ultimo turno | Ultimo turno          | Ultimo turno          | Ultimo turno | Ultimo turno |  |
|  |             |                       |                       |             |             |  |  |              |                       |                       |              |              |  |
|  | 4           | Aleksandar Kovacevic  | 3                     | 7           | 64          |  |  |              |                       |                       |              |              |  |
|  |             | Tarō Daniel           | 6                     | 64          | 7           |  |  |              | Tarō Daniel           | Tarō Daniel           | 3            | 5            |  |
|  | Alt         | Otto Virtanen         | Otto Virtanen         | 4           | 4           |  |  | 5            | Christopher O'Connell | Christopher O'Connell | 6            | 7            |  |
|  | 5           | Christopher O'Connell | Christopher O'Connell | 6           | 6           |  |  |              |                       |                       |              |              |  |